# 安妮·霍布斯
安妮·霍布斯（英語：Anne Hobbs，1959年8月21日—），生于英格兰诺丁汉，英国女子网球运动员。她曾在1987年澳大利亚网球公开赛上搭档同胞安德鲁·卡斯尔获得混合双打亚军。